# Zelgoszcz (przystanek kolejowy)
Zelgoszcz – nieistniejący przystanek kolejowy w Zelgoszczy w powiecie starogardzkim.

## Położenie
Stacja jest położona we wschodniej części Zelgoszczy.

## Historia

### 1902-1945
Kolej dotarła do Zelgoszczy w sierpniu 1908 roku jako przedłużenie linii Smętowo – Skórcz.

### po 1989
W 1994 roku zawieszono pociągi pasażerskie na trasie Skórcz – Szlachta, a w 1999 roku linia łącząca Szlachtę ze Skórczem została pozbawiona ruch towarowego.

## Linia kolejowa
Przez Zelgoszcz przebiegała lokalna linia kolejowa 238 łącząca Myślice – Szlachtą. Odcinek ten został wykreślony z ewidencji PKP PLK.

## Pociągi

### Pociągi osobowe
Obecnie nie kursują.

### Ruch towarowy
Obecnie nie kursują.

## Infrastruktura

### Dworzec
Budynek dworca jest wielobryłowy. Został zbudowany z cegły i jest kryty dachówką. Główna część jest piętrowa. Do dworca przylega magazyn.

### Peron
Peron ma nawierzchnie z płyt chodnikowych i jest niezadaszony.